# План гри (шахи)
План гри — сукупність послідовних стратегічних операцій, виконуваних за власним задумом, відповідно до вимог наявної на дошці позиції.

Вибір плану повинен опиратися на оцінку позиції.

## План у стадіях шахової партії
Згідно з шаховою теорією, розташовування фігур та пішаків слід підпорядковувати єдиному плану розвитку сил уже в дебюті. В міттельшпілі вибір плану зазвичай пов'язаний з пошуками об'єктів для атаки та організацією нападу на них, в ендшпілі — з реалізацією своєї переваги або нейтралізацією переваги опонента. 

## Види планів
План гри може бути: 
- короткочасний
- довготривалий

Весь довготривалий план атаки на короля суперника може складатися з декількох приблизних короткочасних етапів: створення форпосту, перекидання фігур на королівський фланг, пішакового штурму, який веде до руйнування позиції рокіровки ворожого короля, і, нарешті, прямої атаки на короля супротивника. 
При довготривалому плані гри іноді можлива зміна напряму атаки. Наприклад, атака на ферзевому фланзі може призвести до розкриття ліній, по якім фігури переходять на королівський фланг з метою атаки короля суперника.